# Río Saskatchewan Norte

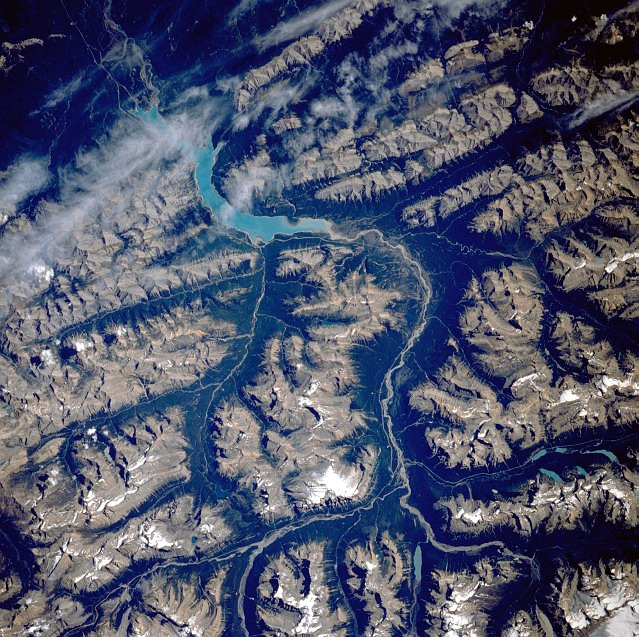
El río Saskatchewan Norte visto desde el espacio

El río Saskatchewan Norte (del inglés: North Saskatchewan River) es un largo río de Canadá  que nace a 1800 metros de altitud a partir de los glaciares del Campo de Hielo Columbia, al este de las Montañas Rocosas canadienses y fluye hasta el centro de la provincia de Saskatchewan. En su unión con el río Saskatchewan Sur forman el río Saskatchewan. El río pasa por el centro de la importante ciudad de Edmonton, siendo una de sus imágenes más famosas.
El tramo del río que discurre por el parque nacional Banff, de 48,5 km, fue declarado en enero de 1989 integrante del Sistema de ríos del patrimonio canadiense por haber tenido una gran importancia en la colonización del Oeste canadiense.
- Datos: Q2237
- Multimedia: North Saskatchewan River / Q2237